# Tivoli-Stadion (Innsbruck)
Das Tivoli-Stadion war ein Fußballstadion im Stadtteil Pradl der österreichischen Stadt Innsbruck. Es war Teil des Sportgeländes Tivoli.

## Geschichte
Bereits 1913 wurde der erste Sportplatz an der Sill angelegt, der 1924 erweitert und für internationale Wettkämpfe adaptiert wurde. Nach dem Zweiten Weltkrieg wurde ab 1948 ein neues Stadion geplant und gebaut.
Das Tivoli-Stadion wurde am 2. August 1953 mit dem ausverkauften Spiel zwischen dem SK Rapid Wien und Nîmes Olympique, welches 5:1 endete, eröffnet. Insgesamt 15.922 Zuseher fasste das Stadion, das insbesondere zur Austragung der Spiele der Innsbrucker Bundesligisten FC Wacker Innsbruck, FC Swarovski und FC Tirol in der Zeit von 1964 bis 2000 diente. Am 27. August 1986 machte auch das österreichische Nationalteam zu einem Freundschaftsspiel gegen die Schweiz am Tivoli Halt. 
Nachdem im September 2000 mit dem Tivoli-Neu in relativer Nähe zum mittlerweile 1997 in Tirol Milch Stadion umbenannten Tivoli ein moderneres und größeres Stadion eröffnet worden war, entschied man, das Stadion aufzugeben. Das Stadion und der daneben gelegene Sportplatz mit Tribüne (wurde für kleinere Veranstaltungen wie Football- und Baseballspiele genutzt) mussten einer Wohnsiedlung weichen.

## Galerie

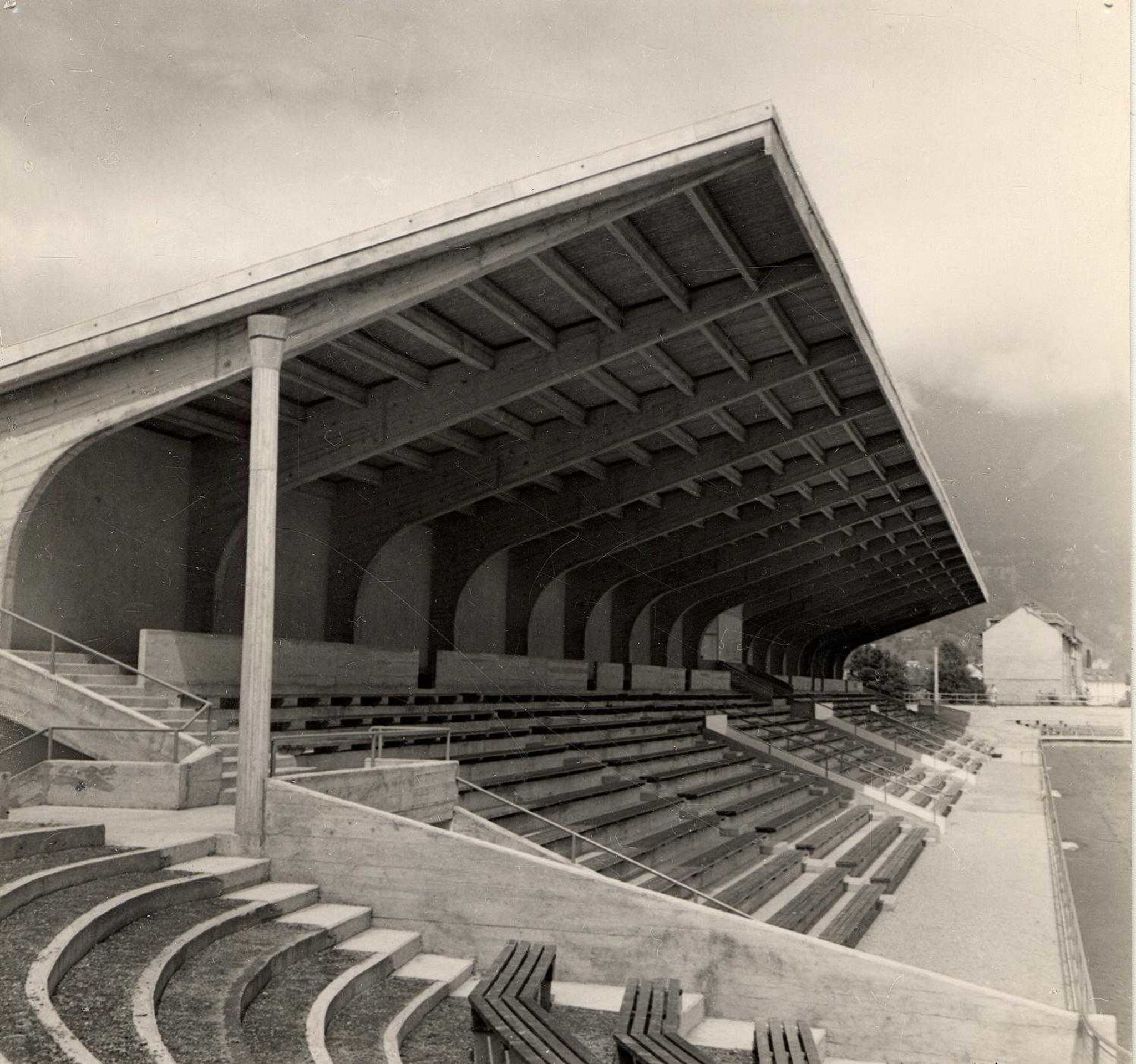
Die Nordtribüne des alten Tivoli (Jänner 1955)
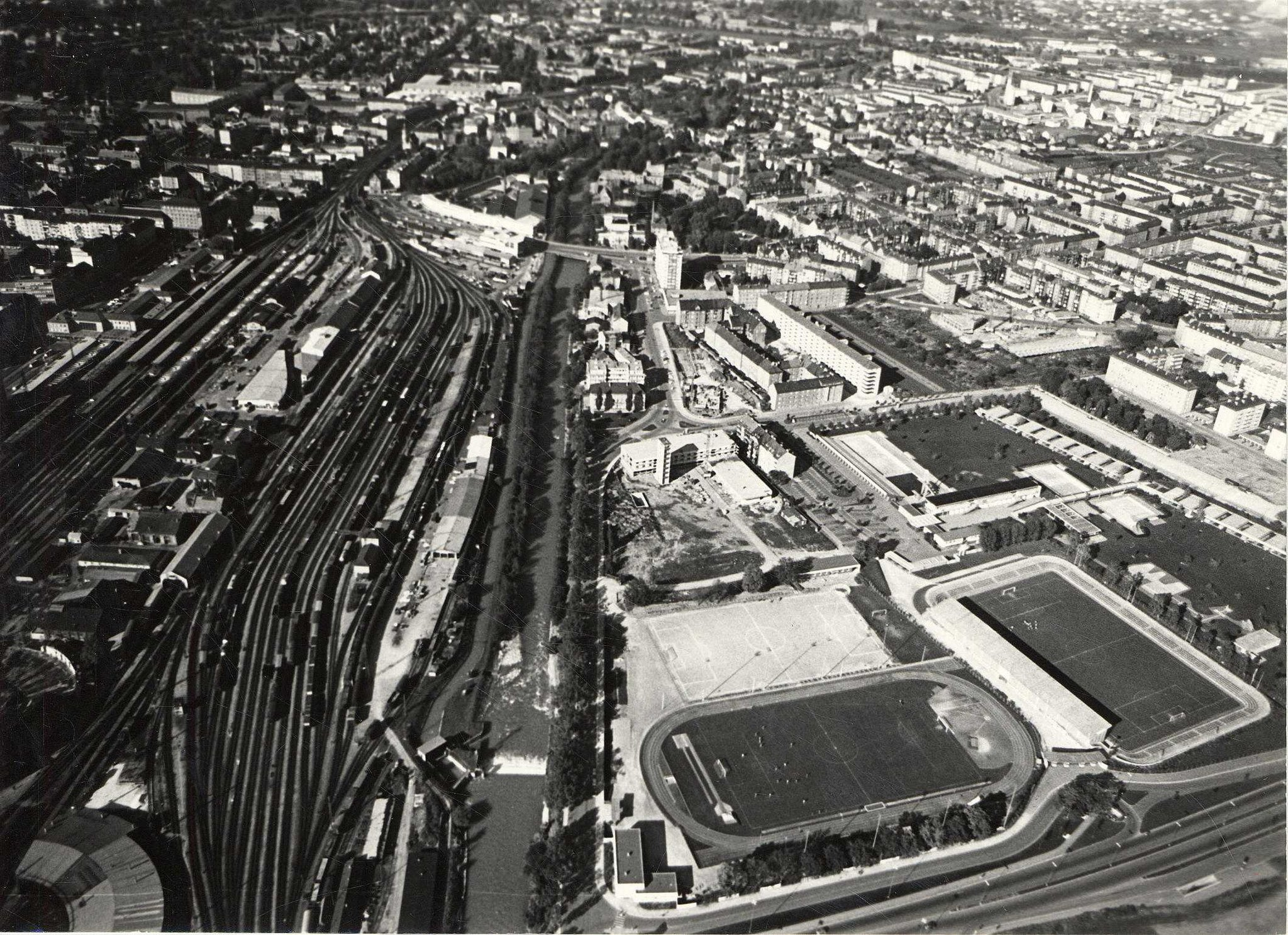
Luftbild des Areals des alten Tivoli (Jänner 1955)
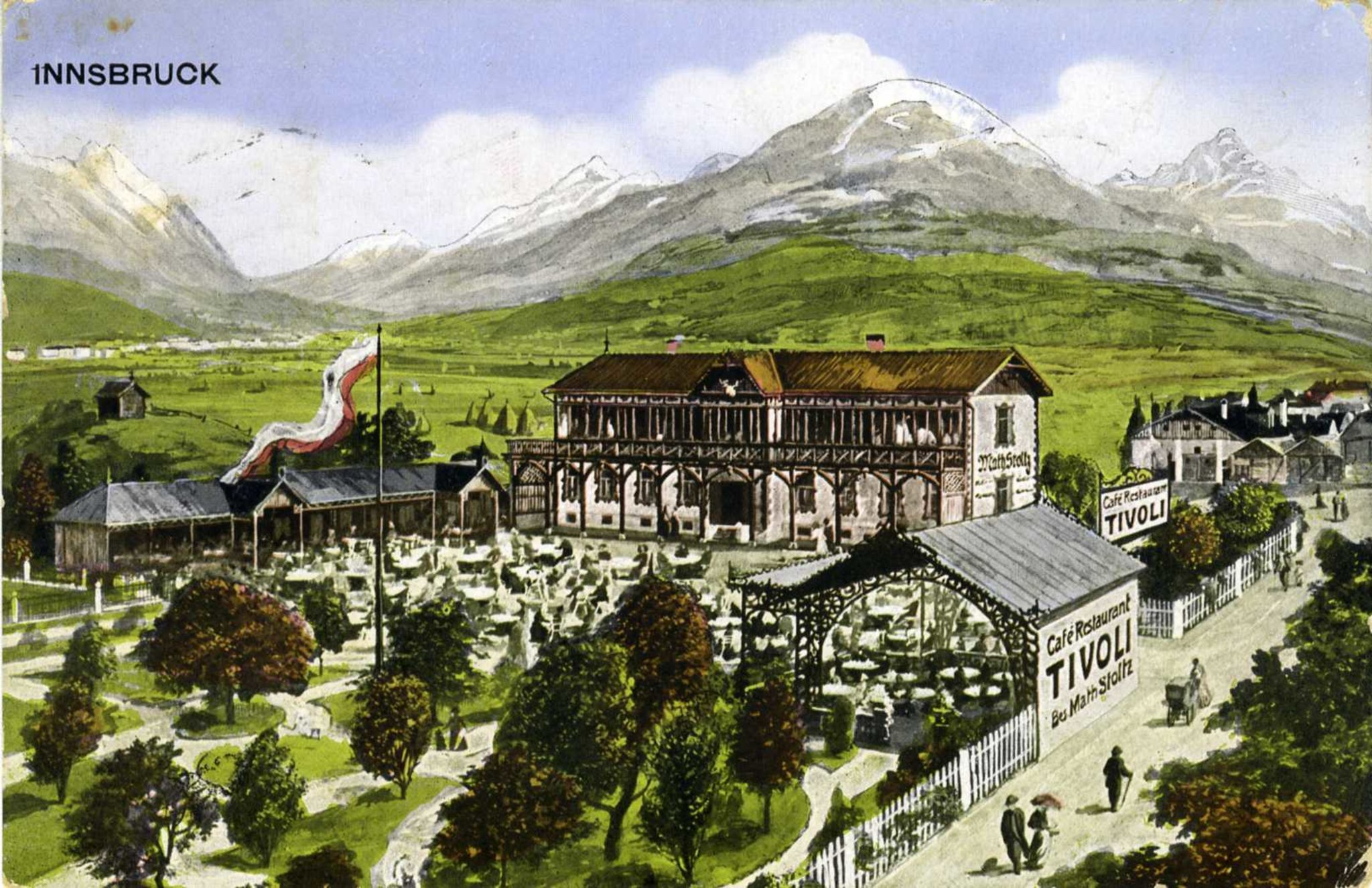
Namensgeber des Stadions: Das Gasthaus Tivoli (Jänner 1921), erbaut 1903 und ab dort Heimat der Fußballsektion des Innsbrucker Turnvereins (ITV)